# 149 (nombre)
Cet article concerne le nombre 149. Pour l'année, voir 149.
149 (cent quarante-neuf) est l'entier naturel qui suit 148 et qui précède 150.

## En mathématiques
Cent quarante-neuf est :
- Le 35e nombre premier, le suivant est 151, avec lequel il forme un couple de nombres premiers jumeaux.
- Avec 149, la fonction de Mertens retourne 0.
- Un nombre tribonaccique.
- un nombre premier long.

## Dans d'autres domaines
Cent quarante-neuf est aussi :
- Années historiques : -149, 149
- (149) Méduse, astéroïde découvert par Henri Perrotin en 1975